# Husumer Krokusblüte

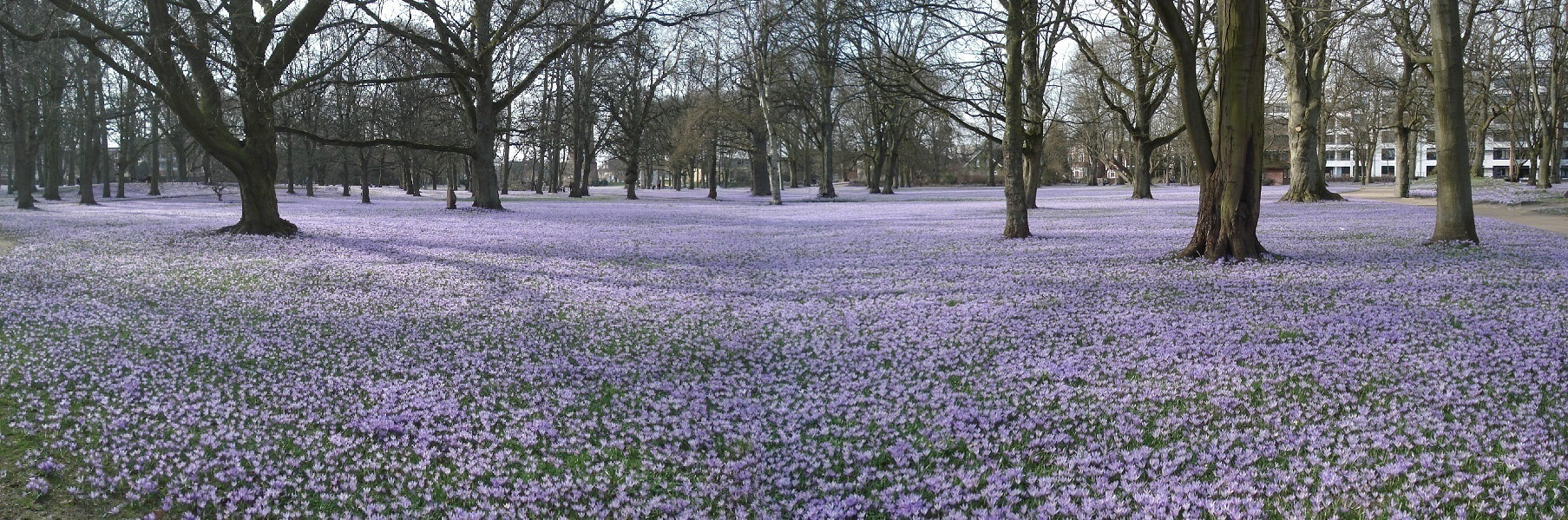
Die Krokusblüte im Park des Schlosses vor Husum

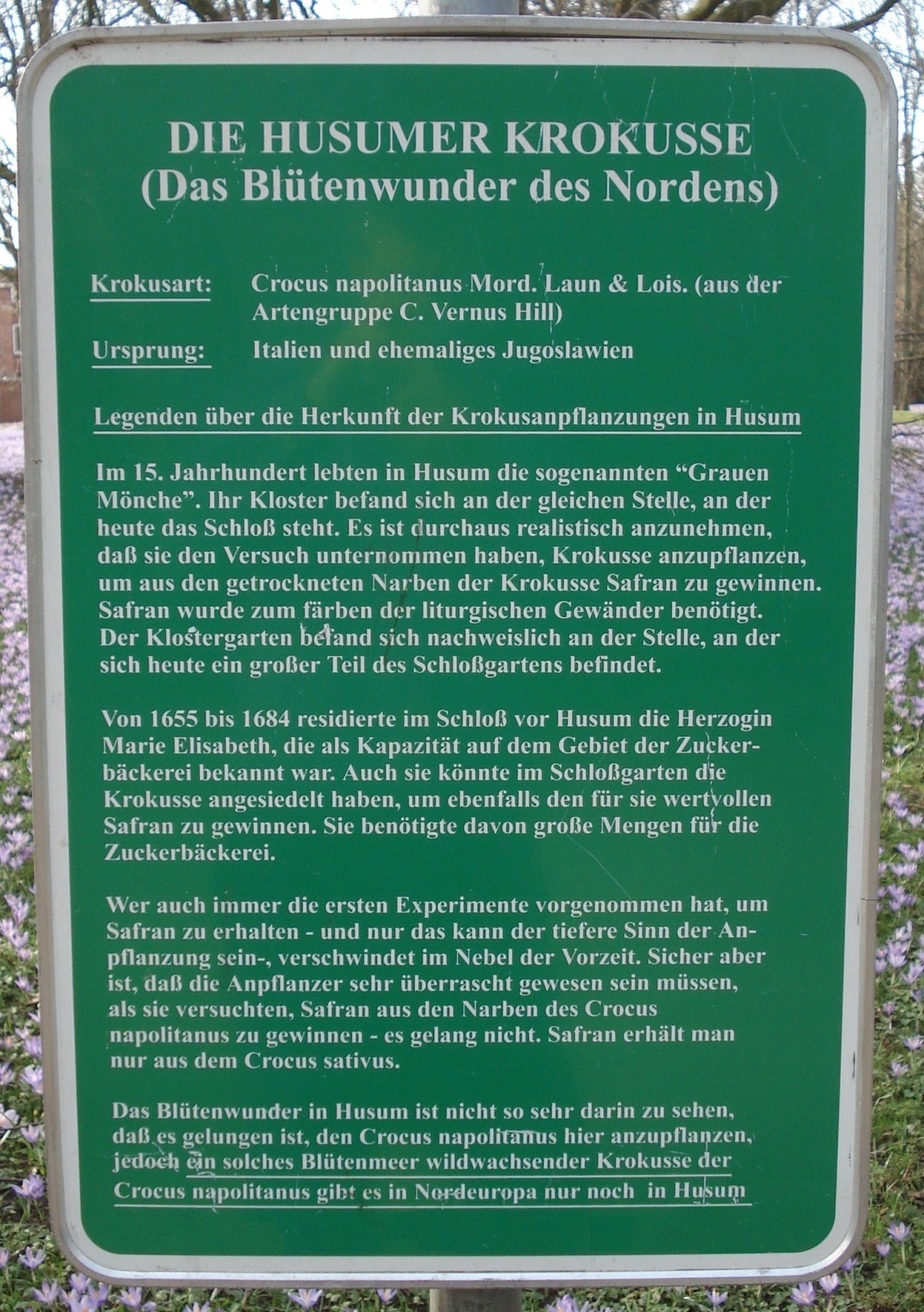
Informationstafel zu der Husumer Krokusblüte

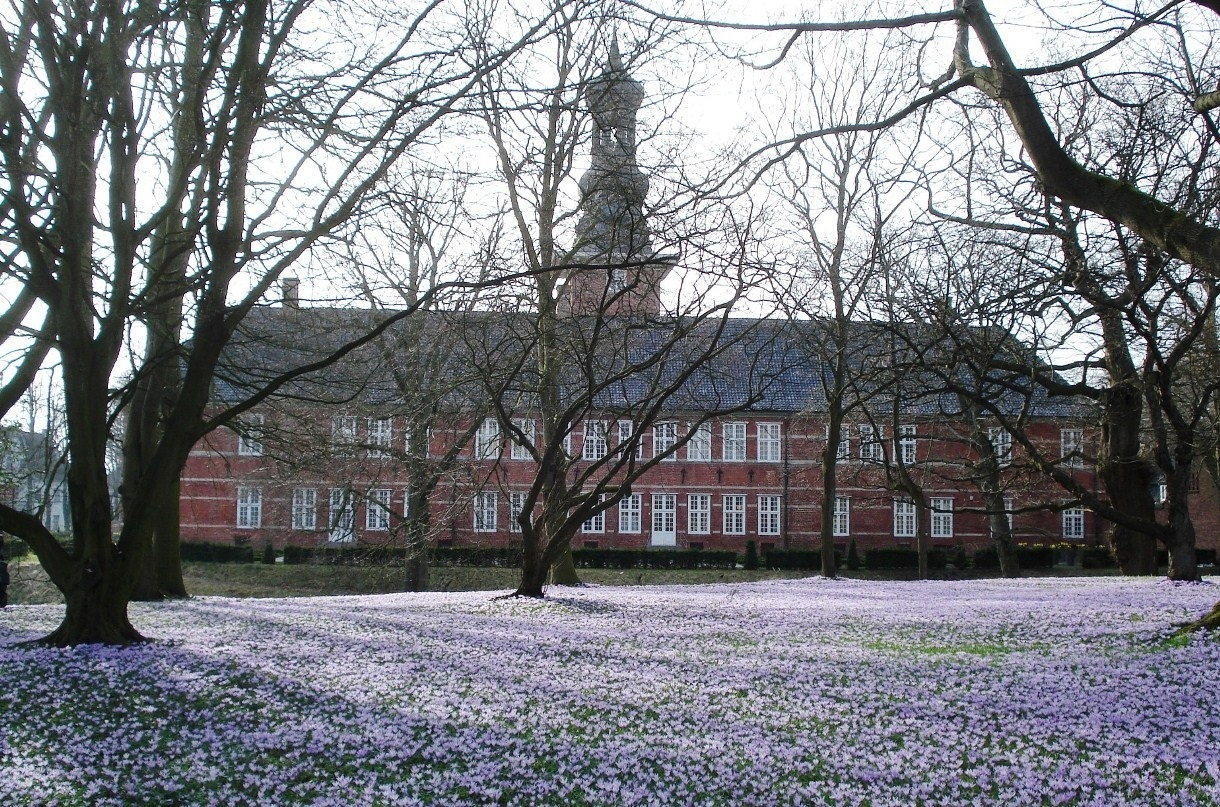
Die Krokusblüte – im Hintergrund das Schloss vor Husum

Die Husumer Krokusblüte ist eine überregional bekannte Sehenswürdigkeit der Stadt Husum im Kreis Nordfriesland in Schleswig-Holstein. Dabei blühen im Frühling im Schlosspark des Schlosses vor Husum auf einer Fläche von ca. 50.000 Quadratmetern ca. 4 Millionen lilafarbene Krokusse der Art Crocus napolitanus und verwandeln den Park in ein Meer aus lilafarbenen Blüten. Das einzige Vorkommen dieser Größe im nördlichen Europa wird auch als „Blütenwunder des Nordens“ bezeichnet.

## Herkunft der Krokusse
Wann und aus welchem Grund die Krokusse gepflanzt wurden, ist unbekannt – vermutet wird eine Anpflanzung in der Absicht, Safran zu gewinnen; dazu hätte allerdings Crocus sativus angepflanzt werden müssen.
Es gibt zwei Thesen zur Pflanzung der Krokusse:
1. Im 15. und 16. Jahrhundert – bis zu seiner Auflösung im Zuge der Reformation – befand sich an der Stelle des heutigen Schlosses vor Husum das Graue Kloster des Ordens der Franziskaner (der sogenannten „Grauen Mönche“). Die Lage des ehemaligen Klostergartens deckt sich mit dem heutigen Schlosspark. Die Mönche könnten die Krokusse gepflanzt haben, um Safran zur Färbung liturgischer Gewänder zu gewinnen.
2. 1660 wurde das Schloss Witwensitz der Herzogin Maria Elisabeth (1610–1684), der Witwe Herzogs Friedrichs des III. von Schleswig-Holstein-Gottorf (1597–1659). Unter Herzogin Maria Elisabeth könnten die Krokusse gepflanzt worden sein, um Safran zur Verwendung bei der Zubereitung von Speisen, insbesondere von Süßwaren, zu gewinnen.

Der Standort des Krokusteppichs bringt durch die Nähe zur Nordsee günstige Bedingungen mit. Durch sein wintermildes Klima haben die Krokusse seit über 300 Jahren als Stinsenpflanzen auch ohne menschlichen Einfluss überlebt, sich vermehrt und sind verwildert.

## Die Krokusse
Crocus napolitanus wird ca. 10 cm groß und hat sechs Blütenblätter, die meist helllila gefärbt sind – selten kommen auch fast weiße Exemplare vor. Die Blätter sind lang und schmal und haben einen weißen Mittelstreifen. Die Staubgefäße und die Nabe sind dunkelgelb.
Die Art stammt aus Italien und dem westlichen Balkan. Im nördlichen Europa wurde die Art eingebürgert und gehört dort zu den Stinsenpflanzen.

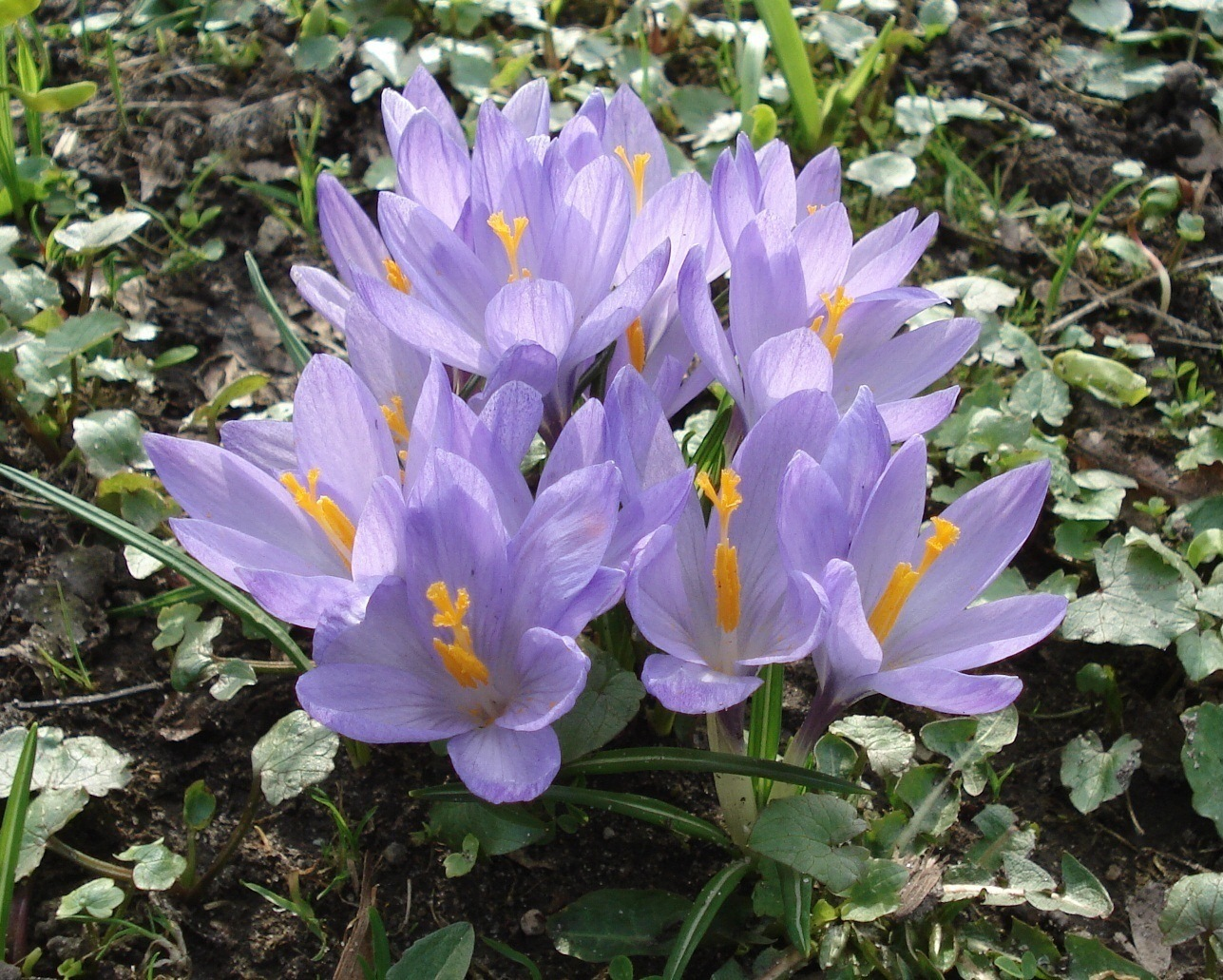
Blühende Krokusse (Crocus napolitanus)
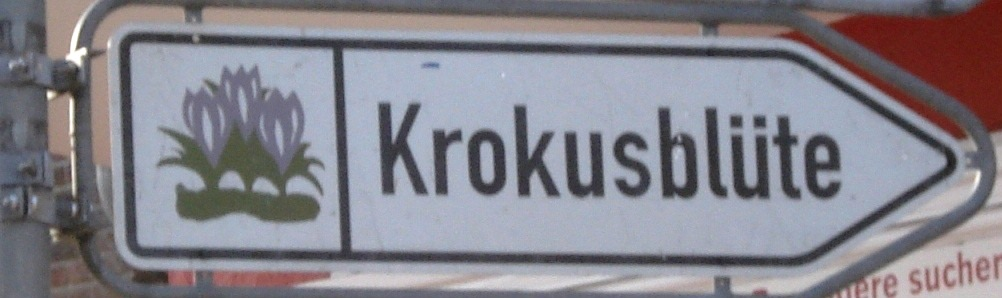
Straßenschild mit Hinweis auf die Krokusblüte
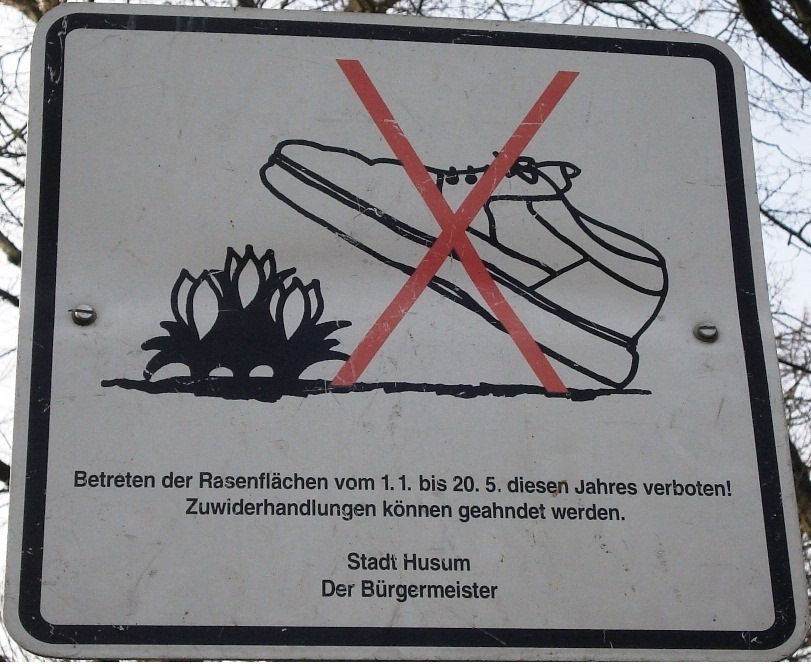
Schild zum Schutz der Krokusse
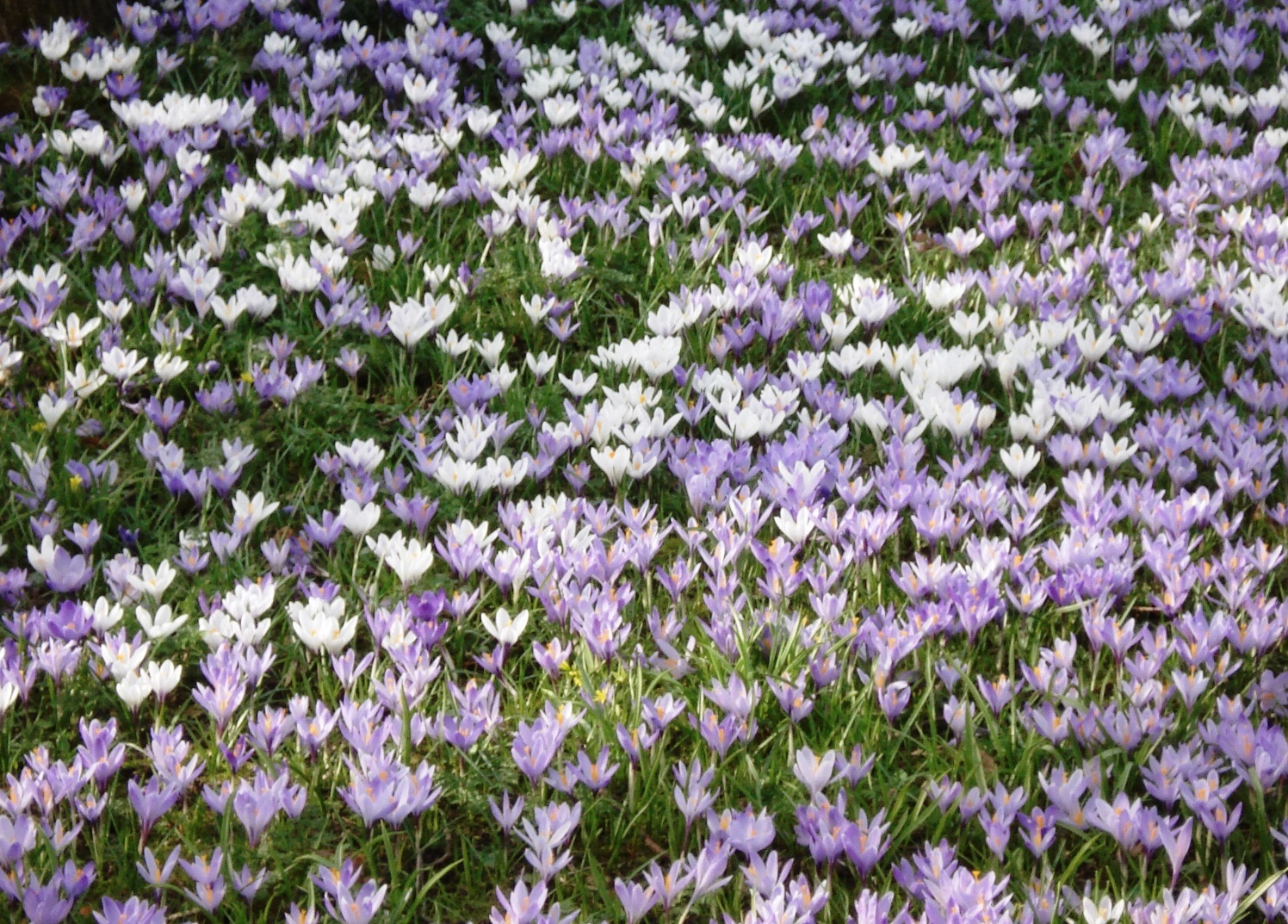
Blühende Krokusse (Crocus napolitanus) – neben den violetten Krokussen finden sich auch fast weiße Exemplare
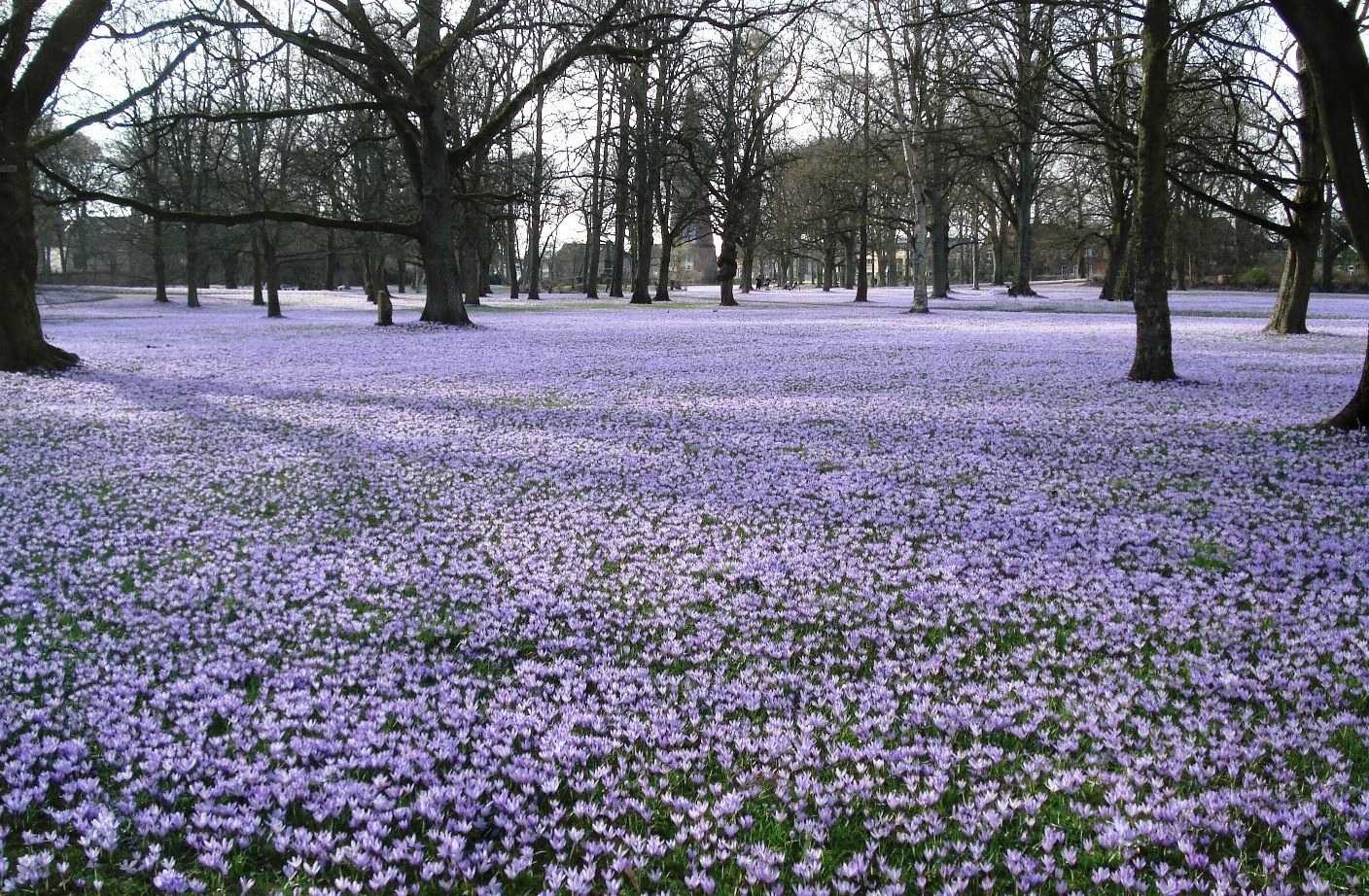
Die Krokusblüte – im Hintergrund der Wasserturm Husum

## Sonstiges
- Die Husumer Krokusblüte ist eine überregional bekannte und viel besuchte Sehenswürdigkeit, die von der Wahl einer „Krokusblütenkönigin“ und anderen Aktivitäten begleitet wird.[2]
- Die Krokusblüte ist regelmäßig Gegenstand von Berichten im Fernsehen, Radio und der Presse.
- Zum Schutz der Krokusse ist das Betreten der Rasenflächen im Schlosspark bis zum 20. Mai eines jeden Jahres verboten.